# Mfecane
Mfecane (en zulu, 'aixafament'), també conegut com a Difaqane o Lifaqane (en sesotho), és una expressió africana que es refereix al període de guerra i migracions forçades entre els pobles de l'Àfrica austral des de 1818 fins a aproximadament l'any 1840, durant el qual es va produir el desplaçament i reassentament de grans poblacions en una àmplia àrea de la regió.
El Mfecane va ser iniciat pels zulus sota el comandament del cap militar Shaka. El 1818 va emprendre una gran expansió dels seus dominis en el que actualment és la província sud-africana de KwaZulu-Natal sotmetent a diversos pobles, com els nguni, entre els rius Tugela i Pongola, creant un regne militar a la regió. Aquesta submissió va tenir com a resultat l'expulsió de diferents pobles de les seves terres, reduint als clans veïns i rivals al vassallatge, fent partir migracions a gran escala (Botswana, Malawi, Moçambic, Zàmbia, Zimbàbue) i, en última instància, provocant com a reacció la formació d'alguns nous regnes, com els actuals Lesotho sota el lideratge de Moshoeshoe I i Swazilàndia sota el de Sobhuza I (també anomenat Ngwane IV).
A part dels moviments de població producte de l'expansionisme zulu, diversos caps militars zulus que per diferents circumstàncies van caure en desgràcia davant de Shaka van protagonitzar igualment, en la seva partida cap a l'exili, moviments migratoris i l'establiment d'estats de breu durada. Aquest seria per exemple el cas del cabdill militar zulu Soshangane, fundador cap al 1819 de l'Imperi de Gaza al sud de Moçambic, entre els rius Zambezi i Maputo. Un altre cap militar que va partir a l'exili va ser Mzilikazi, el 1823, qui s'establiria amb les seves tropes en el que posteriorment es va anomenar Matabeleland (a l'actual Zimbàbue).